# Aleurocanthus husaini
Aleurocanthus husaini là một loài côn trùng cánh nửa trong họ Aleyrodidae, phân họ Aleyrodinae.
Aleurocanthus husaini được Corbett miêu tả khoa học đầu tiên năm 1939.